# Ahmed Shamsaldin
Ahmed Shamsaldin (arabisch أحمد شمس الدين, DMG Aḥmad Šams ad-Dīn; * 2. August 1993 in Kairo) ist ein ägyptischer Fußballspieler.

## Karriere
Ahmed Shamsaldin erlernte das Fußballspielen in den ägyptischen Vereinen von al Zamalek SC, ENPPI SC und dem Istanbul FC. Bis Juni 2018 spielte er in Ägypten bei El-Entag El-Harby und Telephonat Beni Suef SC. Mitte Juni 2018 ging er nach Europa. Hier spielte er in Deutschland für den unterklassigen Hamburger Verein TSV Stellingen 88. Nach einem halben Jahr zog es ihn im Januar 2019 nach Thailand. Hier schloss er sich in Phitsanulok dem Viertligisten Phitsanulok FC an. Mit dem Verein spielte er in der Northern Region der Liga. Nach der Hinrunde wechselte er im Juni 2019 zum thailändischen Drittligisten Raj-Pracha FC. Der Verein aus der Hauptstadt Bangkok spielte in der Lower Region der Liga. Im Juli 2020 wechselte er in die Bangkok Metropolitan Region zum Nonthaburi United S.Boonmeerit FC. Über den irakischen Verein Newroz SC wechselte er Anfang 2022 nach Bangladesch, wo er einen Vertrag beim Erstligisten Muktijoddha Sangsad KC unterschrieb. Für den Verein aus Dhaka bestritt er acht Erstligaspiele. Im gleichen Jahr wechselte er nach Jordanien, wo er für den Al-Salt SC aus Salt spielte. Im Januar 2023 verpflichtete ihn der Asswehly SC aus Libyen. Hier stand er bis September 2023 unter Vertrag. Über die Stationen Jableh Sporting Club aus Syrien und dem Al-Salt SC kehrte er im Januar 2025 wieder nach Thailand zurück. Hier nahm ihn der Erstligist Nakhon Pathom United FC aus Nakhon Pathom unter Vertrag. Am Ende der Saison 2024/25 belegte er mit Nakhon Pathom den vorletzten Tabellenplatz und musste somit in die zweite Liga absteigen. Nach dem Abstieg wurde sein Vertrag im Sommer 2025 nicht verlängert.